# 1er régiment de cyclistes-frontière
Pour les articles homonymes, voir 1er régiment.
Le 1er régiment de cyclistes-frontière (néerlandais : 1ste Regiment grenswielrijders) était une unité d'infanterie de la force terrestre des forces armées belges.

## Historique

### Contexte
À la suite du réarmement de la Rhénanie et face à la politique graduellement plus menaçante de l'Allemagne, le ministre de la défense, Albert Devèze, propose de créer des unités constituées de soldats de métier, donc de volontaires alors qu'auparavant les unités étaient majoritairement composées de miliciens (conscrits) encadrés par des sous-officiers et officiers de carrière. Ils reprennent l'uniforme des carabiniers-cycliste sauf pour le large béret bleu roy. Le cadre est composé en puisant des officiers dans différentes unités d'infanterie de ligne, de cyclistes, de carabiniers, chasseurs et grenadiers. Ces unités sont théoriquement indépendantes mais dans les faits rattachées aux unités provinciales.
Ainsi, en province de :
- Luxembourg, dépendant de régiment de Chasseurs-ardennais, les compagnies de:
  - Vielsalm
  - Bastogne
  - Arlon
- Limbourg, dépendant du 11e régiment de Ligne, les compagnies de:
  - Kaulille
  - Maaseik
  - Lanaken
- Liège, dépendant du 14e régiment de Ligne, les compagnies de:
  - Liège (3 compagnies)
  - Visé (2 compagnies)
- Liège, dépendant du 1er régiment de Ligne, les compagnies de:
  - Henri-Chapelle
  - Hombourg
  - Verviers
- Liège, dépendant du 2e régiment de carabiniers-cyclistes, les compagnies de:
  - Malmedy
  - Eupen (créée ultérieurement)

Le 13 mars 1934, les premières compagnies sont créées à Bourg-Léopold.
En octobre 1936, à la suite de problèmes budgétaires, des miliciens sont intégrés dans les compagnies, et le 1er octobre 1937, les compagnies indépendantes sont intégrées entièrement aux unités qui les administrent sauf en province de Liège où elles sont rassemblées pour former un régiment. Celui-ci est divisé en les 2, 3 et 4e bataillons cyclistes-frontière.
Le 15 mars 1940, le régiment cyclistes-frontières est dédoublé pour former le 1er et 2e régiments de cyclistes-frontière. Des chasseurs à pied d'anciennes classes complèteront les unités nouvellement formées. Le régiment est intégré au IIIe corps d'armée.
À la veille de la guerre, la mission du premier régiment est de surveiller la frontière courant d'Elsenborn à Teuven, lancer l'alerte en cas d'invasion et exécuter les opérations de destructions d'ouvrages déjà préparées.

### Seconde Guerre Mondiale
La guerre est déclarée le 10 mai 1940, les différentes compagnies cyclistes opèrent leurs destructions puis se replient en subissant parfois l'assaut ennemi.
Le 14 mai, les régiments cyclistes-frontière sont rassemblés et réorganisés à Wemmel. Ils reçoivent l'ordre le 16 mai de défendre le canal de Willebroek de Vilvorde à Willebroek.
Les allemands prennent d'assaut le canal dans l'après-midi du 17 mai.
Ils reçoivent l'ordre de décrocher à 23h30 après avoir résisté tant bien que mal sans artillerie et la retraite des troupes anglaises situées sur leur flanc sud.
En fin de journée, le 19 mai, les compagnies sont regroupées à Beveren.
Le 20 mai une brigade cyclistes-frontière est réorganisée.
Le 23 mai, les 2 régiments se placent en position défensive sur la Lys.
L'après-midi du 24 mai, les cyclistes sont pris sous le feu ennemi et se replient vers 20h00.
La Belgique capitule le 28 mai, le régiment est de facto dissout.

### Après-Guerre
Le régiment n'est pas reformé.
Le 1er avril 1960, l'armée belge subit une réorganisation et le 1er régiment de cyclistes-frontière est réactivé en province de Liège dans le cadre de la réserve.
Il est définitivement dissous en 1995 lors de la création du régiment territorial cyclistes-frontière qui reprend les traditions du 2e régiment.

## Composition

### 1938-1940
Régiment de cyclistes-frontière :
il est composé de 3 bataillons à 2 compagnies mixtes.
Chaque compagnie se compose de
- 3 pelotons de fusiliers à six fusils mitrailleurs;
- 2 pelotons de mitrailleurs à six mitrailleuses légères;
- une équipe de lance grenades DBT à trois pièces;
- une compagnie de 12 mitrailleuses lourdes sur side-car;
- 2 compagnies de chars T13 équipés d'un canon C4/7

### 1940
- Un état-major
- 3 bataillons à deux compagnies de cinq pelotons
- une compagnie de mitrailleuses
- une compagnie de chars T13 équipés d'un canon antichar C47

## Fanion
Le 19 mai 1938, le Roi Léopold III remet à Verviers le fanion du 1er régiment au Colonel BEM Jacques.
Le 1er bataillon de Tanks Lourds reprend les traditions et le fanion du 1er régiment de cyclistes-frontière le 10 mai 1952 à Lüdenscheid.
Le 1er décembre 1960, le 1er bataillon de Tanks Lourds abandonne le fanion et les traditions des cyclistes pour ceux du 5e régiment de Lanciers. Le fanion du 1er régiment est alors déposé au Musée Royal de l'Armée à Bruxelles.
Le 28 avril 1987, il est repris par l'Institut royal militaire d'éducation physique.
Il porte l'inscription :
- Frontière

Il porte également la Croix de Guerre française 1939-1945.

## Hommages
- Une rue de Visé ainsi qu'une rue de Liers et de Plombières portent le nom de : rue des cyclistes frontière.
- Une place de Malmedy porte le nom de : place des cyclistes frontière.